# 688 Attack Sub

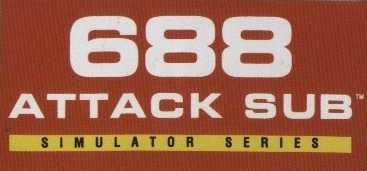

688 Attack Sub è un videogioco di simulazione di guerra sottomarina progettato da John W. Ratcliff e pubblicato dalla Electronic Arts nel 1990 per MS-DOS e Amiga.
In questo videogioco il giocatore prende il comando di un sottomarino statunitense classe Los Angeles (o un sottomarino sovietico classe Alfa) e deve completare una serie di dieci missioni ambientate nello scenario della Guerra fredda.
688 Attack Sub è ormai un classico del genere, ed è stato seguito da altri videogiochi come ad esempio SSN-21 Seawolf, sempre dello stesso autore.